# Деревінський Олег Михайлович
Олег Михайлович Деревінський (нар. 17 липня 1966,Київ, УРСР) — радянський та український футболіст, захисник. По завершенні кар'єри гравця став арбітром, обслуговував матчі чемпіонату України.

## Кар'єра гравця
Вихованець школи київського «Динамо», перші тренери — Володимир Іжко і В'ячеслав Семенов. Грав за дубль київського клубу. У 1984-1985 роках виступав за «Динамо» з Ірпеня. У 1987 році перейшов до харківського «Металіста». У складі харків'ян провів 5 років, разом з командою виграв Кубок СРСР. Зіграв 3 матчі в Кубку володарів Кубків УЄФА 1988/89
Після розпаду СРСР став гравцем краківської «Вісли». Провів два сезони в Польщі, після чого повернувся в Україну, перейшовши в шепетівський «Темп». Потім грав за кіровоградську «Зірку», запорізький «Металург» і криворізький «Кривбас», де й завершив кар'єру гравця.
Закінчив Харківський інститут фізкультури.

## Кар'єра арбітра
З 1997 року - футбольний суддя. Обслуговував матчі регіонального рівня, з 2000 року — матчі Другої ліги, з 2002 року — матчі Першої ліги України. Дебютував у вищій лізі 30 квітня 2005 року, на матчі «Іллічівець» (Маріуполь) — «Металург» (Донецьк). Всього, в період з 2005 по 2012 рік, як головний арбітр відсудив 89 матчів вищої ліги. У 2010 році обслуговував Фінал Кубка України між сімферопольською «Таврією» і донецьким «Металургом», в якому показав 13 жовтих і 2 червоні картки, а також призначив пенальті, який пізніше був визнаний помилковим. З 2012 року працює спостерігачем арбітражу на матчах чемпіонату України.
З 2015 року працює тренером в дитячо-юнацькій школі київського «Арсеналу».

## Досягнення
- Кубок СРСР
  -  Володар (1): 1988

- Кубок Федерації футболу СРСР
  -  Фіналіст (1): 1987

- Екстракляса
  -  Бронзовий призер (1): 1991

## Особисте життя
Син Олексій також став футбольним арбітром і судить матчі Прем'єр-ліги.